# سیدی موسی
سیدی موسی (به فرانسوی: Sidi Moussa) یک منطقهٔ مسکونی در مراکش است که در استان قلعه سراغنه واقع شده‌است. سیدی موسی ۹٬۲۶۰ نفر جمعیت دارد.